# Southern-Air-Transport-Flug 517
Der Southern-Air-Transport-Flug 517 (Flugnummer ICAO: SAT517) war ein Trainingsflug der Southern Air Transport mit Start und Ziel auf der Travis Air Force Base in Fairfield, Kalifornien am 8. April 1987. Auf diesem Flug kam es zu einem schweren Unfall, als die eingesetzte Lockheed L-100-30 Hercules kurz vor der Landung außer Kontrolle geriet und zu Boden stürzte. Bei dem Unfall starben alle fünf Insassen der Maschine.

## Flugzeug
Bei dem Flugzeug handelte es sich um eine Lockheed L-100-30 Hercules mit der Werknummer 4558, die ihren Erstflug im Jahr 1974 absolviert hatte. Es handelte sich um die zivile Variante des Militärtransportflugzeugs Lockheed C-130 Hercules. Die Maschine wurde am 25. Oktober 1974 mit dem US-amerikanischen Luftfahrzeugkennzeichen N495964 an die südafrikanische Safair ausgeliefert und erhielt im Februar 1984 das südafrikanische Kennzeichen ZS-RSE. Ab September 1984 war die Maschine mit ihrem ehemaligen US-amerikanischen Kennzeichen an die Southern Air Transport verleast, im März 1987 wurde dieses in N517SJ geändert. Das viermotorige Transportflugzeug war mit vier Turboprop-Triebwerken des Typs Allison 501-D22A ausgestattet. Bis zum Zeitpunkt des Unfalls hatte die Maschine eine Gesamtbetriebsleistung von 17.027 Betriebsstunden absolviert.

## Insassen
Auf dem Trainingsflug befand sich lediglich eine fünfköpfige Besatzung an Bord der Maschine, bestehend aus einem Prüfkapitän, zwei auszubildenden Ersten Offizieren, einem Flugingenieur und einem auszubildenden Flugingenieur. Der 46-jährige Flug- und Prüfkapitän verfügte über 8.600 Stunden Flugerfahrung, wovon er 8.000 Stunden mit der Lockheed L-100 absolviert hatte.

## Unfallhergang
Mit der Maschine wurden an diesem Tag Ausbildungsflüge geflogen. Nach einer ersten Serie von Ausbildungsflügen wurde die Maschine auf der Travis Air Force Base gelandet und ein Teil der Besatzung wechselte. Um 14:45 Uhr hob die Maschine erneut ab. Es wurde zunächst zur McClellan Air Force Base geflogen, wo Anflüge und Landungen trainiert wurden. Die Maschine flog dann wieder zur Travis Air Force Base zurück. Einer der beiden auszubildenden Ersten Offiziere sollte einen ILS-gestützten Anflug auf die Landebahn 21L durchführen. Der Pilot brach den Landeanflug ab, woraufhin der Flugkapitän das Steuer übernahm und einen Fehlanflug einleitete. Als er den Schub erhöhte, versagten die Triebwerke Nr. 1 und 2 (links außen und links innen). Die Maschine rollte dann nach links und schlug um 17:32 Uhr im Bereich der Umzäunung der Luftwaffenbasis mit nach unten ausgerichteter Flugzeugnase und einem exzessiven linkswärtigen Rollwinkel auf. Alle fünf Insassen kamen ums Leben und die Maschine wurde völlig zerstört.

## Unfalluntersuchung
Das National Transportation Safety Board übernahm nach dem Absturz die Ermittlungen zur Unfallursache. Der Abschlussbericht wurde am 31. Dezember 1988 veröffentlicht. Die Ermittler führten den Triebwerksausfall auf das Vorhandensein von Ölrückständen in den Verdichtern der beiden Triebwerke zurück, was wiederum eine Folge mangelhaft ausgeführter Wartungsarbeiten durch den Betreiber gewesen sei. Wegen der Ölrückstände wären die Verdichter nicht in der Lage gewesen, auf eine schlagartige Schuberhöhung zu reagieren. Die Ermittler sahen einen beitragenden Faktor für den Unfall darin, dass der Flugkapitän nach dem Ausfall der beiden Triebwerke weiterhin versucht hatte, den Fehlanflug fortzusetzen und dass die Auftriebshilfen beim Einleiten des Fehlanflugs eingefahren worden waren.